# 公孫大娘

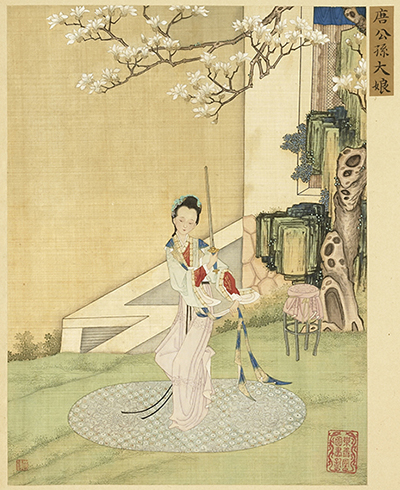
畫麗珠萃秀

公孫大娘（8世纪—？），唐代最傑出的舞蹈家之一，傳劍擊之術亦是一絕。擅舞「劍器」，舞藝超群，常在民間獻藝，極負盛名。又多次被召入宮，表演劍舞技藝。是唐代見於記載中，既活躍於民間，又聞名於宮廷的少數著名舞蹈家。李十二娘的师傅。
「昔有佳人公孫氏，一舞劍器動四方。觀者如山色沮喪，天地為之久低昂。」這是唐代著名詩人杜甫的《觀公孫大娘弟子舞劍器行并序》中對公孫大娘劍舞的描寫。

### 流行文化
- 知名網路遊戲劍俠情緣網路版參最早推出的五個玩家可選門派中，「七秀坊」為公孫大娘入宮表演後於御賜的揚州樂坊所創立的門派，收徒以女子為主並傳授舞樂技藝與武功。在劇情設定中公孫大娘為一對共用名號的孿生姊妹「公孫幽」與「公孫盈」。